# Arturo Rosenblueth
Arturo Rosenblueth Stearns (* 2. Oktober 1900 in Chihuahua; † 20. September 1970 in Mexiko-Stadt) war ein mexikanischer Physiologe. 
Arturo Rosenblueth studierte von 1918 bis 1921 in Mexico-Stadt und anschließend in Berlin und Paris, wo er 1927 graduiert wurde. In Mexiko wurde er leitender Mitarbeiter des Nationalen Instituts für Hygiene und 1928 Professor an der Medizinischen Sektion der Nationalen Autonomen Universität von Mexiko. 1930 wurde er Guggenheim Fellow und 1939 Mitglied der American Academy of Arts and Sciences. In den 1930er Jahren erforschte er mit Walter Cannon die Wirkung von Katacholaminen. Das Adrenalin nannten sie 1933 Sympathin (I).

## Schriften
- Mente y Cerebro: una filosofía de la ciencia (Mind and Brain: a philosophy of science) México: Siglo XXI editores y El Colegio Nacional (1970) ISBN 968-23-1819-X y EEUA: MIT Press, Cambridge, Mass, (1970)
- mit Walter Cannon: Fisiología del sistema nervioso autónomo (Physiology of the Autonomous Nervous System) México: El Colegio Nacional (1995) ISBN 970-640-032-X
- mit Norbert Wiener und Julian Bigelow: Behavior, Purpose and Teleology (1943)
- The supersensitivity of denervated structures. Cambridge: Massachusetts Institute of Technology Press, (1950)
- mit Richard Taylor und Norbert Wiener: Controversia sobre la intencionalidad del comportamiento México: UNAM Dirección general de publicaciones (1987) ISBN 968-36-0358-0